# Virolahti
Virolahti este o comună din Finlanda.